# 曾棨

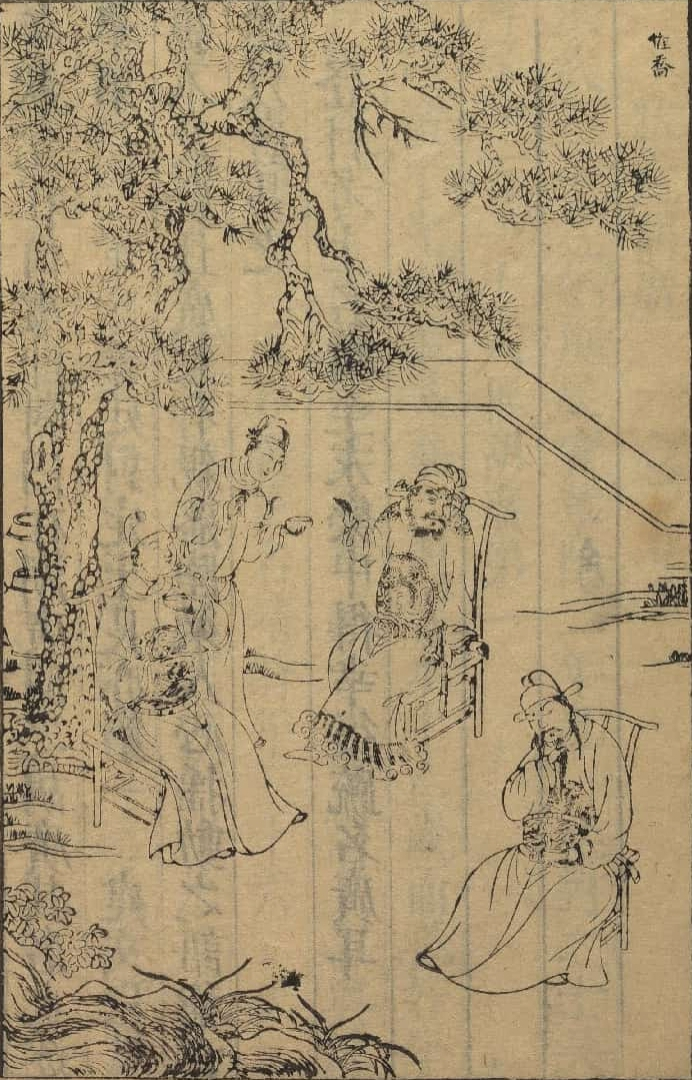
曾棨

曾棨（1372年—1432年），字子启，号西墅，江西永丰人，明朝政治人物。

## 生平
生于洪武五年（1372年）。永乐二年（1404年）甲申科状元及第，原取劉子欽，但因劉驕矜自恃，引起主考官解縉不快，解縉遂將考題洩漏給曾棨。授修撰，累官至詹事府少詹事。卒于宣德七年（1432年）。